# Sennan
Pour l’article homonyme, voir Sennan (Suède).
Sennan (泉南市, Sennan-shi) est une municipalité ayant le statut de ville (市, shi) dans la préfecture d'Osaka, au Japon. La ville a reçu ce statut en 1970.
La partie méridionale de l’aéroport international du Kansai fait partie du territoire de la ville.
Pendant la seconde moitié du XXe siècle, Sennan a été un centre important de l'industrie de l'amiante au Japon,.

Sennan au sein de la préfecture d'Osaka.

## Politique
En 2022, Sennan a élu le plus jeune maire du Japon, Yuma Yamamoto, 31 ans, membre du parti Osaka ishin no kai.

## Bâtiments et structures notables
- Chōkei-ji (長慶寺)
- Ōjō-in (往生院)
- Rinshō-ji (林昌寺)

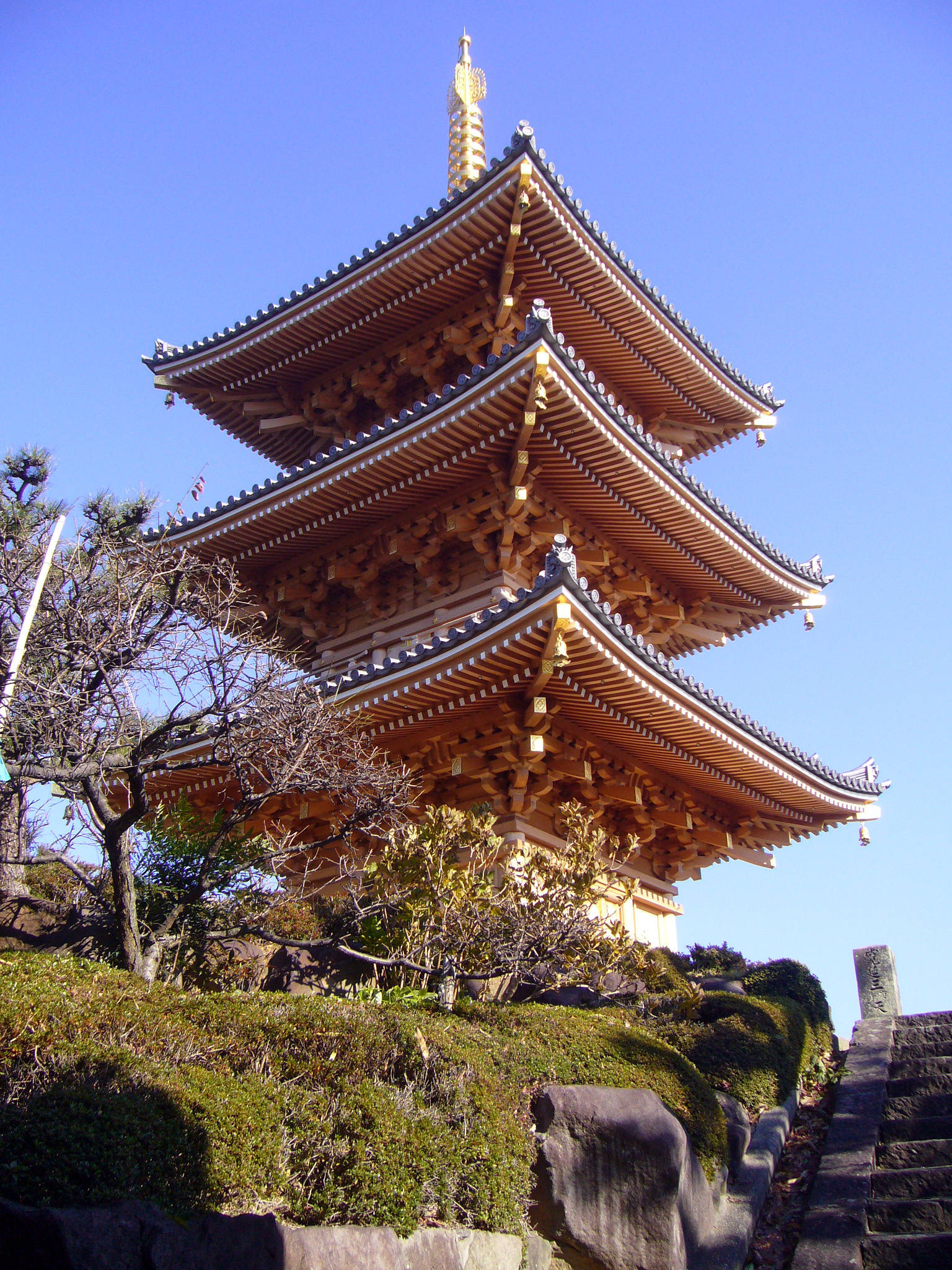
Chōkei-ji.
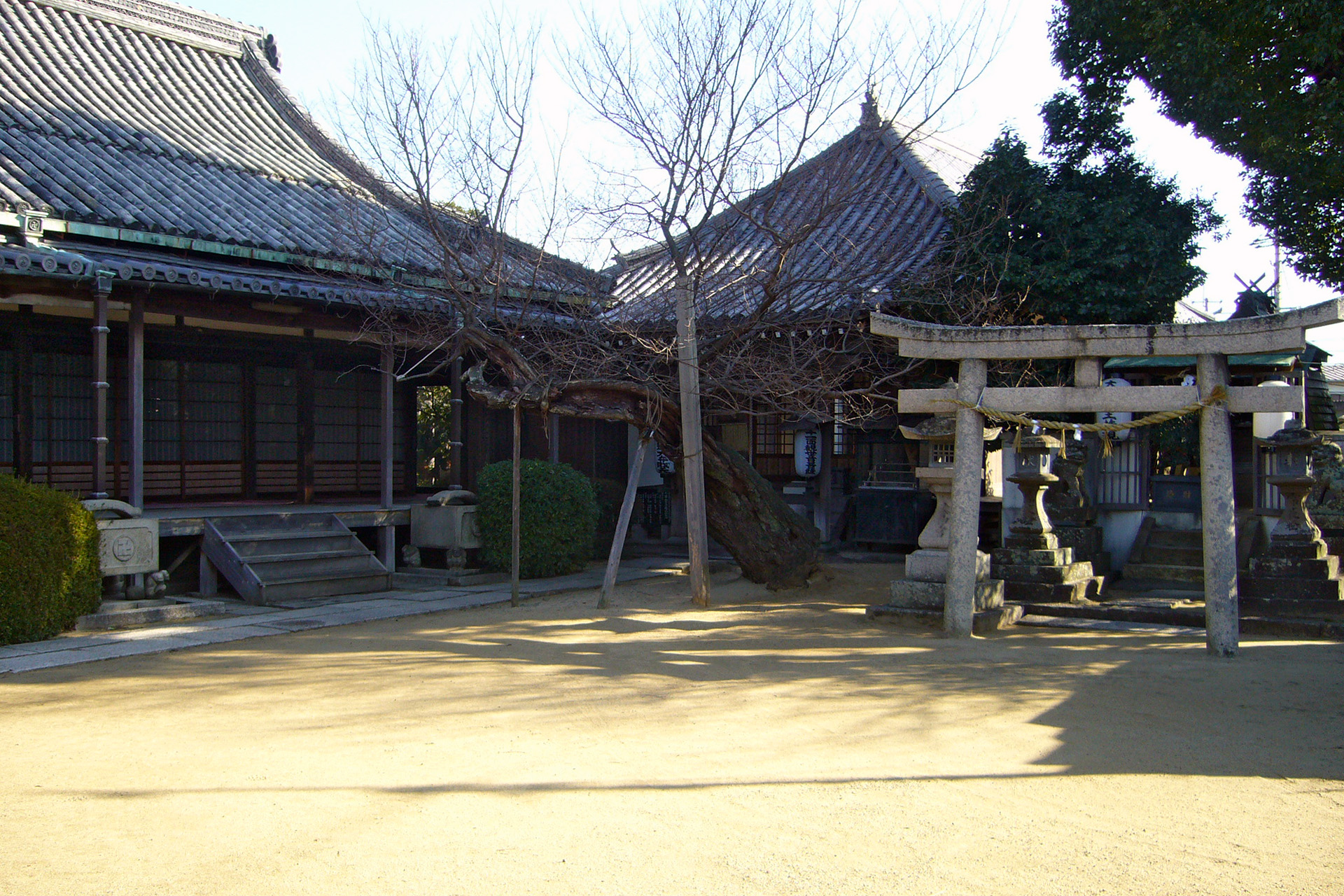
Ōjō-in.
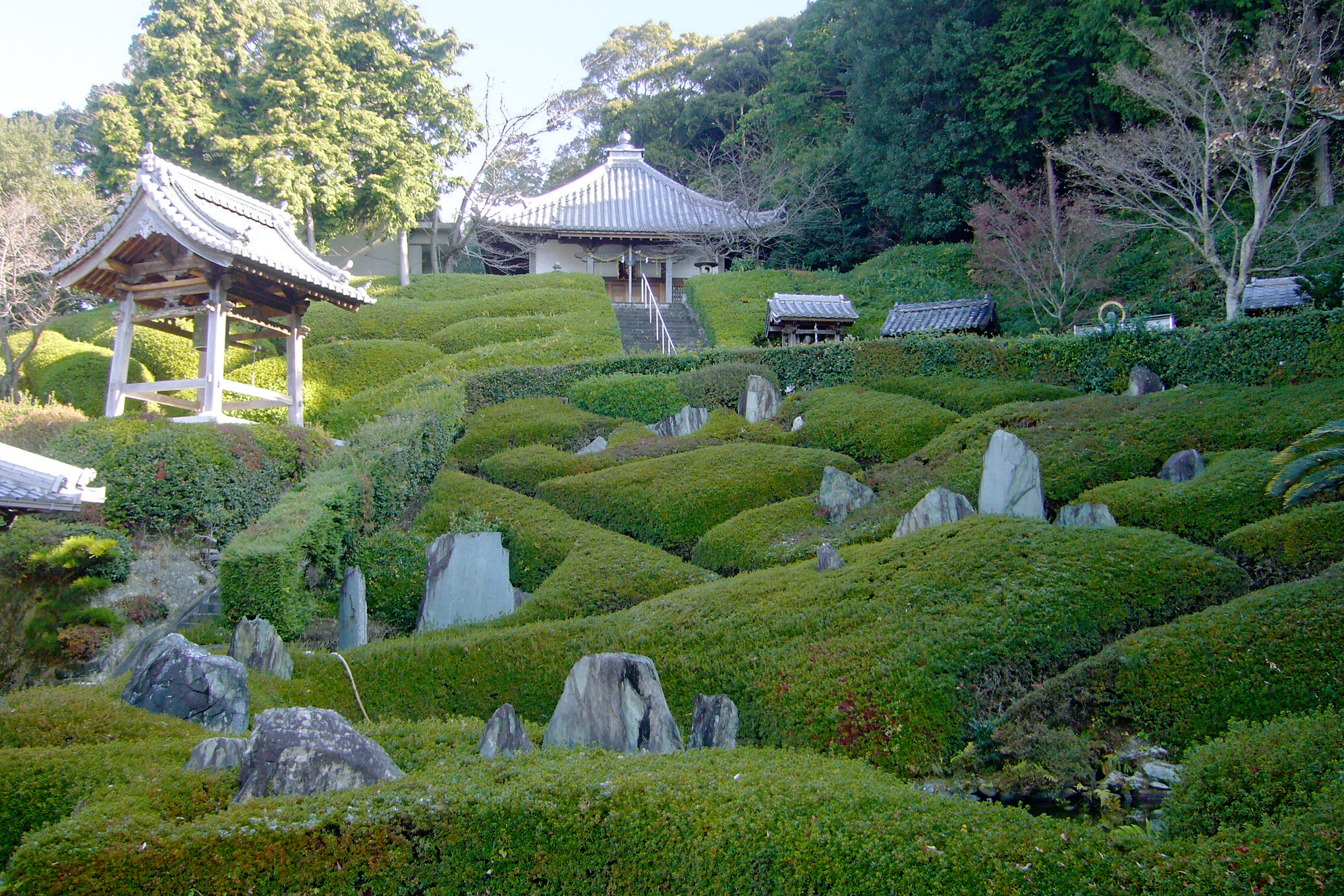
Rinshō-ji.

- Site de la bataille de Kashii
- Ruines du Kaie-ji